# Соглашение Хаавара
Соглашение Хаавара (ивр. הסכם העברה‎, транскрипция: heském haavará, перевод: соглашение о перемещении, также англ. The Haavara Transfer Agreement — соглашение Хаавара или соглашение о трансфере) было подписано 25 августа 1933 года, после трёх месяцев обсуждений Сионистской Федерацией Германии, Англо-Палестинским банком (APC) (действующим по директиве Еврейского агентства, в настоящее время Банк Леуми, ивр. בנק לאומי‎, дословно «Национальный Банк») и Министерством экономики Германии.
Целью соглашения служило оказание содействия в эмиграции евреев Германии в Палестину.
В Электронной еврейской энциклопедии договор значится как «соглашение по переводу в Эрец-Исраэль части имущества эмигрантов». Встречаются написания «Гаавара» и «Ха’авара».
Благодаря деятельности компании Хаавара около 10 % немецких евреев покинуло Германию с 1933 по 1939 год. В результате соглашения из Германии в Палестину выехали 50—60 тысяч немецких евреев и было передано товаров на сумму 100—140 млн. рейхсмарок.

## История

### Соглашение Ханотеа
До подписания соглашения Хаавара важнейшим инструментом по переводу денежных средств эмигрировавших в Палестину немецких евреев являлась деятельность Сэма Коэна, владельца частной цитрусовой компании Ханотеа (ивр. הנוטע‎, транскрипция: hanotéa), зарегистрированной в Тель-Авиве.
В 1931 году правительство Брюнинга наложило запрет на перемещение капиталов из Германии. Это ограничение крайне затруднило большинству евреев возможность удовлетворения требований по иммиграции многих принимающих стран, если они не обладали активами за границей.
В 1931 году в результате насилия и беспорядков 1929—1930 годов британская администрация подмандатной Палестины ввела квоты и ограничения на иммиграцию. Вне квот в Палестине принимались иммигранты, оплатившие денежный взнос от 1000 фунтов стерлингов, право на въезд которым предоставлял «сертификат капиталистов» (нем. Kapitalisten-Zertifikate). Таких иммигрантов называли «капиталистами».
Пробные проекты компании Ханотеа, как в дальнейшем и соглашение Хаавара, предлагали единственную возможность обхода некоторых из этих барьеров в первые 5 лет правления нацистов.
Сэм Коэн начал переговоры с германским правительством о трансфере финансовых средств немецких евреев, желающих эмигрировать из Германии в Палестину, ещё в 1932 году. Эти переговоры продолжились после прихода к власти Гитлера.
Розенцвейг писал, что в мае 1933 года Ханотеа предложила германскому правительству использовать заблокированные в рейхсмарках счета еврейских эмигрантов из Германии в качестве необходимых для выращивания цитрусовых поставок товаров и оборудования (насосы, трактора, удобрения). В обмен на такие поставки Ханотеа обязалась выплачивать эмигрантам их эквивалент в местной валюте. Общий объём поставок оборудования составил 1 млн рейхсмарок. Разрешение на трансфер денежных средств из Германии в Палестину по предложенной схеме было получено, и в мае 1933 года между Ханотеа и Министерством экономики Германии было подписано первое соглашение.
Согласно Фрэнсису Никосии, этот 1-й договор был заключён в Берлине в марте 1933 года.
При этом Сэм Коэн прибегнул к уже известной схеме трансфера. Похожие условия использовались в контрактах правительства Польши с Англо-Палестинским банком при эмиграции польских евреев в Палестину во время четвёртой алии в 1920-х годах для финансирования польского импорта в Палестину.
Вместе с лидерами сионизма Палестины горячим сторонником переговоров о трансфере был Генрих Вольф (Heinrich Wolff, немецкий консул в Иерусалиме с ноября 1932 года по сентябрь 1935 года), который с конца апреля предпринимал попытки достижения соглашения о мирном исходе евреев из Германии. Генрих Вольф вместе с Сэмом Коэном работал над планом расширения ограничений схемы трансфера марта.
Большая поддержка идеи трансфера исходила от министра иностранных дел фон Нейрата. Роль МИДа в Берлине и особенно генерального консула Генриха Вольфа в Иерусалиме в разработке соглашения о трансфере с Коэном не может быть переоценена. Их воздействие на Министерство экономики отражено в ноте Ганса Хартенштейна (Hans Hartenstein) из Отдела валютного контроля Министерства экономики, направленной в МИД 22 июля 1933 года.
В рядах СС сторонником сотрудничества с сионистами был глава «еврейского отдела» СД Леопольд фон Мильденштейн. Его до 1936 года в этом вопросе поддерживал Гейдрих, которого Мильденштейн убедил в том, что миграция в Палестину позволит «очистить» Германию от евреев.
Возглавляемое Альфредом Гугенбергом Министерство экономики и Рейхсбанк под началом Ялмара Шахта также положительно отнеслись к идеям Сэма Коэна и генерального консула Вольфа и поддержали разработку соглашения.
Переговоры между Сэмом Коэном от Ханотеа и Ганса Хартенштейна начались в Берлине в мае 1933 года. Всё указывает на то, что основные положения 2-го договора Ханотеа были выработаны к середине мая, что подтверждается нотой Министерства экономики, отправленной 19 мая в Тель-Авив для компании Ханотеа.
Переговоры завершились подписанием предварительного соглашения, изложенным в письме Министерства экономики компании Ханотеа от 18 июля 1933 года. Но при этом Министерство экономики Третьего рейха настояло на участии в действии договора официальных сионистских организаций. В этот раз контракт был заключён на 3 млн рейхсмарок.
Успешная деятельность компании Ханотеа и её удачная схема по переводу денежных средств открыла пути для последующего заключения соглашения Хаавара.
Деятельность Сэма Коэна вкратце описал член исполкома Сохнута и глава отдела абсорбции репатриантов из Германии Артур Руппин на XVIII Сионистском конгрессе, когда в Берлине переговоры о заключении соглашения Хаавара практически завершились.

### Иллюзии начала 1930-х годов
Еврейский вопрос не был высшим приоритетом для Гитлера, когда он стал главой немецкого правительства 30 января 1933 года. В то время в Германии насчитывалось немногим более 500 000 евреев (0,7 % всего населения), кое-как организованных в 1600 официальных еврейских общин. Одна треть немецких евреев проживала в Берлине, около 55 % — в десяти крупнейших городах с населением более 100 000 человек. Поэтому из-за относительной малочисленности и концентрации в больших городах евреи в Германии не представляли большого препятствия для достижения Гитлером тотального политического контроля.
До конца 1930-х годов немецкие евреи пребывали в надежде, что нацистский режим утвердился ненадолго, положение евреев улучшится, их права будут восстановлены. Фрэнсис Никосия назвал такое восприятие «иллюзией сионистов».
20 апреля 1933 года председатель Сионистской Федерации Германии (ZVfD —- СФГ) Курт Блюменфельд (Kurt Blumenfeld) в письме всем локальным сионистским отделениям написал: «Никогда не было такой возможности для победы идеи сионизма как сегодня». Свидетельством этой иллюзии может служить меморандум СФГ от 22 июня 1933.
Авторитет сионистов Германии значительно вырос с приходом Гитлера к власти. «Внезапно все заинтересовались Палестиной». Сионистское движение мгновенно обрело популярность, особенно среди молодёжи, и вскоре стало доминирующей силой в среде немецких евреев 1930-х годов.
Сионисты были склонны принять ужасную реальность в Германии и добиваться наиболее благоприятных из возможных условий упорядоченной эмиграции. Многие из эмигрантов могли прибыть в Палестину и помочь строительству «еврейского национального дома» своими активами, что могло быть воплощено только при сотрудничестве с режимом в Берлине.

## Бойкот или договор: дискуссии в еврейской среде

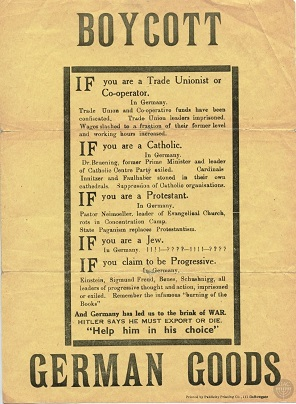
Листовка, призывающая к бойкоту немецких товаров.

В связи с антиеврейской политикой в Германии после победы на выборах нацистов 5 марта 1933 года евреи во всем мире организовали ряд акций протеста. В Европе и США стихийно начался антинацистский бойкот, выразившийся в отказе от немецких товаров. В ответ на это в Германии был проведен однодневный антиеврейский бойкот 1 апреля 1933 года. После этого антинацистский бойкот стал организованным движением.
Переговоры сионистского движения с официальными представителями нацистской Германии вызвали гнев и глубокое возмущение определённой части еврейства. Проявилось противоречие социальных, экономических и политических мотивов в среде мирового еврейства. Столкнулись интересы польских не ассимилированных и немецких ассимилированных евреев.
Для экономики Польши был важен импорт из Германии. Согласно польской статистике 1932 года, приблизительно 1/5 польского импорта была произведена в Германии. Несмотря на то, что главная роль в торговле Германии с Польшей принадлежала евреям обеих стран, заинтересованным во взаимовыгодных сделках, еврейские экономические организации и ассоциация еврейских торговцев настаивали на организации движения за бойкот в Польше и призывали широкие слои еврейского общества для его поддержки.
Разногласия по отношению к бойкоту стали частью общих противоречий 1930-х годов в сионистском движении между сионистами-социалистами (лейбористами Мапай, Гистадрута, других рабочих партий) и сионистами-ревизионистами Восточной Европы во главе с В. Е. Жаботинским.
На XVIII сионистском конгрессе 1933 года в Праге резолюции по поддержке всемирного бойкота Германии были отвергнуты в пользу переговоров о трансфере. Критики сионистов обвинили их в сознательном сотрудничестве с нацистами, однако Вальтер Лакер считает эти обвинения совершенно необоснованными, поскольку сионисты в Германии подвергались абсолютно тем же преследованиям, что и прочие евреи. Как отмечает Лакер, «ни один еврейский Молотов ни разу не сидел с нацистами за одним столом».
Противоречия интересов польских и немецких евреев вылились в прямую конфронтацию на подготовительной конференции по созданию Всемирного еврейского конгресса в сентябре 1933 года в Женеве. Делегаты евреев Польши настаивали на продолжении бойкота и выступили против соглашения Хаавара. Польское еврейство имело веские основания для опасений, что правительство Польши воспримет соглашение о трансфере в качестве модели, поскольку испытало негативный опыт аналогичных контрактов во время четвёртой алии. Немецкие евреи опасались того, что международная акция мирового еврейства по проведению антигерманского бойкота отзовётся на их положении в Германии.
Председатель СФГ Курт Блюменфельд, призывал еврейских лидеров Кракова и Львова прекратить массовые мероприятия по проведению бойкота против Германии в Польше. В октябре 1933 года на совещании исполкома Гистадрута Курт Блюменфельд выразился более чем откровенно: «Прежде всего, бойкот вредит немецким евреям. Бойкот приводит к неблагоприятным для нас результатам».
В апреле 1933 года на заседании исполкома Сохнута в Иерусалиме было принято решение о дипломатическом противодействии политике нацистской Германии, но также о прекращении бойкота. Член исполкома Сохнута Ицхак Гринбойм, возглавлявший отделы алии с 1933 по 1935 год, и В. Е. Жаботинский являлись сторонниками массовой иммиграции евреев в Палестину, отвергали квоты британских властей на их переселение в Левант, поддерживали проведение всемирного бойкота немецких товаров и выступали против соглашения Хаавара.
За подписание соглашения Хаавара выступали лидеры ишува из окружения Бен-Гуриона. От партии Мапай поддержку соглашению Хаавара высказала Голда Меир. Сионисты-социалисты (лидеры партии Мапай и Гистадрута) шли на компромиссы с британскими и немецкими властями, выступали против бойкота Германии и поддерживали проведение соглашения о трансфере. Договор о трансфере отражал мнение партии Мапай, выступавшей за постепенную, контролируемую еврейскую иммиграцию, что обеспечивало баланс между алиёй и экономическими возможностями по её приёму путём сдерживания количества репатриантов из расчёта финансовых ресурсов ишува.
Менеджер компании Хаавара Маргулиес (Margulies) выражал крайнее недовольство из-за нерешительности сионистского движения относительно соглашения о трансфере, так как Еврейское агентство до 1935 года маскировало свою роль в договоре и пыталось представить его как экономический контракт между частными компаниями, а не официальными сторонами.
Многие деятели сионистского движения возражали против бойкота, полагая, что такая акция подрывает позиции и свободу действий движения в Германии. Сторонники соглашения считали, что бойкот будет недолговечным, поскольку ни СССР, ни западные государства его не поддержали, а соглашение укрепит позиции евреев в Палестине.
На заседании Главного Совета Сионистской организации в Иерусалиме в апреле 1935 года Моше Шарет, возглавивший Политический отдел Еврейского агентства после смерти Хаима Арлозорова, резко критиковал бойкот Германии.
На следующем бойкотированном сионистами-ревизионистами XIX Сионистском конгрессе в 1935 году соглашение о трансфере было одобрено большинством голосов (169 «за», 12 «против», 17 «воздержались»). Решением конгресса контроль над исполнением договора Хаавара был поручен исполкому Еврейского агентства.
Основатель Всемирного еврейского конгресса Нахум Гольдман в своей «Автобиографии» писал, что никогда ему не было так стыдно, как в 1935 году во время беседы с министром иностранных дел Чехословакии Эдвардом Бенешем, когда он выслушивал упрёки в том, что проведением соглашения Хаавара сионисты нарушают бойкот Германии.

## Подготовка и действие соглашения

### Интересы сторон
Интерес сионистов к соглашению с Германией был вызван следующими обстоятельствами. В то время в Палестине жило почти 200 тысяч евреев, которые составляли 19 % населения, но большинство из них были бедны, и палестинской экономике недоставало капиталовложений. Великобритания, которой принадлежал мандат на Палестину, жёстко ограничивала иммиграцию евреев, за исключением богатых людей, которые ввозили капитал в размере не менее £ 1000 (около $ 5000) на человека. Возможность перевести деньги открывала иммиграцию в Палестину многим немецким евреям.
6 декабря 1934 года в еврейской печати в Иерусалиме было опубликовано сообщение: «Компания Хаавара заявила, что имеющееся соглашение о трансфере представляет единственный путь по переводу в Палестину собранных в Германии финансовых средств для сионистской деятельности».
Германия, в свою очередь, была заинтересована в прорыве бойкота, с одной стороны и избавлении от евреев, с другой. Хотя бойкот не принёс Германии значительного ущерба, но на тот момент немецкое руководство воспринимало его как угрозу экономике. Заключая договор с компанией Хаавара и палестинскими сионистскими организациями, немецкие власти полагали, что позиция ишува может повлиять на бойкотное движение в целом.

### Переговоры и подписание
Деятельное участие в массовой алии немецких евреев из Германии в 1933 году принимал член правления Сионистской организации и глава Политического отдела Еврейского агентства Хаим Арлозоров, который стал ключевой фигурой при выработке условий соглашения Хаавара. Для этой цели он специально приехал из Палестины в Германию в 1933 году.
На совещании в Берлине 7 августа 1933 года представители Министерства экономики Германии, Сэм Коэн от компании Ханотеа, мистер Хоофиен (Eliezer Siegfried Hoofien) от Англо-Палестинского банка в Тель-Авиве, доктор Артур Руппин от Еврейского агентства для Палестины и представители Сионистской Федерации Германии договорились о создании в Палестине общественной трастовой компании, которой вместо Ханотеа предстояло продавать немецкие товары и передавать выручку иммигрантам по их прибытии в Палестину. Так была создана компания Хаавара (полное название: англ. The Haavara Trust and Transfer Company Ltd. или англ. Trust and Transfer Office Haavara Ltd.).
После обмена письмами сторон с заключительными деталями соглашения о трансфере 10 и 22 августа Министерство экономики направило Хоофиену итоговую ноту 25 августа 1933 года.

### Условия
Трансфер осуществлялся компаниями Paltreu (нем. Palästina-Treuhandstelle zur Beratung deutscher Juden, Берлин, Фридрихштрассе, 218) и Хаавара, созданной в августе 1933 года в Тель-Авиве. Согласно Людвигу Пиннеру (Ludwig Pinner) компания Хаавара была зарегистрирована 5 ноября 1933 года.
Пример сертификата, который выдавала компания Хаавара выезжающему в Палестину еврею, приводится в серии «Heritage: Civilization and the Jews» (PBS).
Условием выезда было внесение каждым евреем суммы 1000 фунтов стерлингов, в определённых случаях 2000 фунтов стерлингов, на банковский счёт. На эти средства компания Хаавара закупала немецкие товары для экспорта из Германии в Палестину. После прибытия на место репатриант должен был получить согласно договору эквивалент внесённой в Германии суммы в палестинских фунтах, приравниваемых к фунтам стерлингов. При этом германское правительство забирало половину денег от продажи еврейской собственности. По мере роста аппетитов нацистов изъятия при обмене стали такими, что к 1938 году «эквивалент», получаемый эмигрантом, не превышал 10 % исходной суммы.
Для подготовки европейских евреев к непривычной жизни в Палестине сионистам было разрешено организовать на территории Германии сеть лагерей по аналогу кибуцев, где готовящиеся к эмиграции немецкие евреи получали востребованные в Палестине трудовые навыки.

### Отношение немецкой стороны

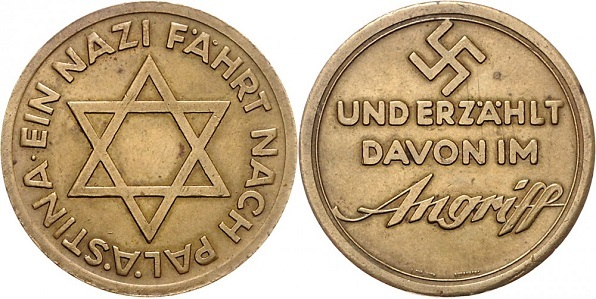
Медаль, выпущенная в честь цикла статей «Национал-социалист едет в Палестину».

До конца 1938 года в Германии не было единой скоординированной политики относительно евреев. Многочисленные партийные организации, политические и государственные ведомства, министерства не подчинялись единому руководству, и каждое из них имело свой еврейский отдел (нем. Judenreferat, англ. Jewish office).
В декабре 1937 года в докладе Отдела валютного контроля Германии указывалось, что приблизительно из 120 000 евреев покинувших Германию с 1933 года 40 000 выехало в Палестину, а в будущем соглашение Хаавара могло бы способствовать эмиграции от 20 до 25 тысяч евреев ежегодно.
Следует подчеркнуть, что в то время у Гитлера не было никаких планов по поголовному уничтожению евреев. Каждая сторона, как сионисты, так и нацисты, извлекала свою выгоду из создавшегося положения, в противном случае само заключение соглашения было бы немыслимым. Нацистам были выгодны планы сионизма по репатриации еврейского населения из Германии в Палестину. Для Гитлера до начала войны в 1939 году эмиграция евреев была важнее любых экономических соображений, и соглашение Хаавара было одним из путей для достижения этой цели. В этот период правительство Германии поощряло выезд евреев за пределы страны, о чём свидетельствуют директивы нацистов еврейским организациям. Дан Михман отмечает, что соглашение стимулировало, но не принуждало евреев покинуть Германию.
Немецкий дипломат, глава Политического отдела VII по делам Среднего Востока МИДа Германии Вернер Отто фон Хентиг, с отвращением относившийся к антисемитской риторике нацистов и стремившийся спасти германских евреев от притесняющего их режима, также поддерживал повышение концентрации еврейских эмигрантов в Палестине в качестве противодействия политике Великобритании в регионе. Фон Хентиг, дипломат «старой школы», активно поддерживающий соглашение Хаавара от МИДа Германии, в конце 1937 года заявил, что ежегодно в Палестину выезжало 30—40 тысяч эмигрантов, давая оценку, что через 10 лет Германия будет избавлена от немецких евреев.
Различные оценки количества эмигрантов доклада Отдела валютного контроля и МИДа свидетельствовали о противоречивом отношении к соглашению немецких ведомств.
Сам Гитлер отнёсся критически к идее договора с сионистами, однако впоследствии стал его поддерживать, причём продолжал делать это вплоть до 1939 года.
Снижение потока немецких евреев из Германии в Палестину в 1938—1939 годах обусловилось рядом факторов. Во время арабского восстания 1936—1939 годов были снижены иммиграционные квоты. Кроме этого, подавление оппозиции политике НСДАП, смещение неугодных нацистам государственных деятелей, отстранение дипломатов «старой школы» и сосредоточение Гитлером диктаторских полномочий кардинально изменило политику СС в 1938—1939 годах. Это привело к насильственной эмиграции при конфискации всей собственности евреев и немедленному их изгнанию из Германии, невзирая на возможности по приёму иммигрантов за рубежом.

### Прекращение действия соглашения
Деятельность соглашения исчерпала себя по мере обнищания немецких евреев и усиления арабского сопротивления еврейской иммиграции. Эмиграция евреев из Германии как части пятой алии полностью прекратилась с началом Второй мировой войны. Более точные временные рамки приводит Фрэнсис Никосия: соглашение Хаавара действовало с ноября 1933 года по декабрь 1939 года.

## Расширение соглашения
В связи с тем, что палестинский рынок оказался слишком мал, с 1935 года действие соглашения было расширено на продажу немецких товаров в соседние арабские страны. Обе стороны (Еврейское агентство и Министерство экономики Германии) взаимовыгодно расширили действие договора на соседствующие Египет, Сирию и Ирак в 1934 и 1935 годах.
Аналогичные соглашения были предложены странам Центральной и Восточной Европы. Договоренность была достигнута с правительством Чехии[уточнить], что позволило отправить тысячи евреев и полмиллиона фунтов стерлингов из этой страны в Палестину до начала Второй мировой войны.

## Итоги
Цель немецких властей была достигнута — бойкот нарушен. Результатом соглашения Хаавара стало значительное увеличение немецкого экспорта в Палестину. Германия переместилась с 4-го места, занимаемого среди экспортёров в Палестину в 1933 году, на 2-е место после Великобритании в июле 1936 года. К июню 1937 года Германия заняла первое место при доле в 16,1 % от всего импорта Палестины.
Иегуда Бауэр пишет, что до конца 1937 года трансфер составил 4,4 млн фунтов стерлингов. В связи с тем, что немецкое правительство конфисковывало при переводе большую часть средств эмигрантов, выезжающие из нацистской Германии евреи стремились вывезти деньги нелегально. По оценкам немецкого министерства финансов, таким образом они вывезли свыше 40 млн рейхсмарок наличными деньгами.
Из Германии в Палестину прибывали не только финансовые средства, но также и бизнесмены, врачи, учёные и другие квалифицированные специалисты, поскольку по соглашению Хаавара поток еврейских эмигрантов направлялся туда же — в Левант. Благодаря этому значительно увеличилась численность еврейского меньшинства в Палестине. К 1939 году евреи составили около 60 % трудоспособного населения (от 15 до 49 лет) Палестины, когда численность арабов в данной группе равнялась 40 %.
По данным проведённой в условиях всемирного еврейского бойкота переписи населения, в Германии проживало 503 900 евреев. Из них эмигрировало, по разным данным, от 267 000 до более чем 347 000 немецких евреев. Из этого числа по разным данным от 50 000 до 60 000 переехало в Палестину по соглашению Хаавара.
Согласно переписи населения подмандатной Палестины 1931 года её население составляло 1,035 миллиона человек, в том числе 174,6 тысяч евреев.
К 1936 году еврейское население Палестины достигло численности 400 тысяч человек, или 31 % от общего числа жителей.
После Второй мировой войны численность евреев Палестины составила 33 % по сравнению с 17 % в 1931 году.
Очень немногие страны принимали еврейских беженцев и все находили политические и экономические доводы против предоставления им убежища от преследования. Именно поэтому Палестина, несмотря на её экономическую отсталость, приняла в то время больше евреев, чем любая другая страна.
При этом примерно из 120 000 (общей численности, включая репатриантов по соглашению Хаавара) эмигрировавших из Германии к осени 1937 года евреев одна треть выехала в европейские страны, другая треть — в Палестину, и треть переселилась за океан — в США, Латинскую Америку, Южную Африку и другие страны.